# Dodonaea rhombifolia
Dodonaea rhombifolia là một loài thực vật có hoa trong họ Bồ hòn. Loài này được N.A.Wakef. mô tả khoa học đầu tiên năm 1955.